# Aldeia de Paio Pires
Aldeia de Paio Pires era una freguesia portuguesa del municipio de Seixal, distrito de Setúbal.

## Historia
Fue suprimida el 28 de enero de 2013, en aplicación de una resolución de la Asamblea de la República portuguesa promulgada el 16 de enero de 2013 al unirse con la freguesia de Arrentela y Seixal, formando la nueva freguesia de Seixal, Arrentela e Aldeia de Paio Pires.